# Convocazioni per il campionato mondiale femminile di calcio 2015
Questa pagina elenca tutte le calciatrici convocate per il campionato mondiale femminile di calcio di Canada 2015.
Statistiche, squadre di club ed età delle calciatrici sono aggiornate al 6 giugno 2015, giorno di inizio della competizione.

## Regolamentazione
Ognuna delle ventiquattro nazionali qualificate alla fase finale del torneo venne invitata a presentare alla FIFA un elenco di 23 calciatrici, composte dalle sole atlete ammesse a partecipare alla competizione per tutta la sua durata. Prima di annunciare la rosa definitiva, ciascuna federazione dovette inviare entro il 7 maggio 2015 una lista preliminare di 40 calciatrici, che avrebbe poi dovuto essere ridotta alle 23 previste (di cui tre portieri) dal regolamento entro il 27 maggio 2015.
La sostituzione delle calciatrici gravemente infortunate fu permessa fino al 6 giugno 2015, giorno di inizio della competizione, a patto che le atlete in sostituzione di esse fossero già presenti nella lista preliminare inviata alla FIFA.
Le rose delle squadre vennero pubblicate ufficialmente il 28 maggio 2015.

## Gruppo A

### Canada
La rosa definitiva della squadra venne annunciata il 27 aprile 2015.
Selezionatore: John Herdman
| N. | Pos. | Giocatore              | Data nascita (età)          | Pres. | Reti | Squadra           |
| -- | ---- | ---------------------- | --------------------------- | ----- | ---- | ----------------- |
| 1  | P    | Erin McLeod            | 26 febbraio 1983 (32 anni)  | 104   | 0    | Houston Dash      |
| 2  | D    | Emily Zurrer           | 12 luglio 1987 (27 anni)    | 82    | 3    | Jitex BK          |
| 3  | D    | Kadeisha Buchanan      | 5 novembre 1995 (19 anni)   | 34    | 2    | WVU Mountaineers  |
| 4  | D    | Carmelina Moscato      | 2 maggio 1984 (31 anni)     | 91    | 2    | Svincolata        |
| 5  | D    | Robyn Gayle            | 31 ottobre 1985 (29 anni)   | 81    | 2    | Svincolata        |
| 6  | C    | Kaylyn Kyle            | 6 ottobre 1988 (26 anni)    | 95    | 6    | Portland Thorns   |
| 7  | D    | Rhian Wilkinson        | 12 maggio 1982 (33 anni)    | 163   | 7    | Portland Thorns   |
| 8  | C    | Diana Matheson         | 6 aprile 1984 (31 anni)     | 166   | 15   | Washington Spirit |
| 9  | A    | Josée Bélanger         | 14 maggio 1986 (29 anni)    | 29    | 5    | Svincolata        |
| 10 | D    | Lauren Sesselmann      | 14 agosto 1983 (31 anni)    | 41    | 0    | Houston Dash      |
| 11 | C    | Desiree Scott          | 31 luglio 1987 (27 anni)    | 89    | 0    | Notts County      |
| 12 | A    | Christine Sinclair (c) | 12 giugno 1983 (31 anni)    | 222   | 153  | Portland Thorns   |
| 13 | C    | Sophie Schmidt         | 28 giugno 1988 (26 anni)    | 131   | 15   | Svincolata        |
| 14 | A    | Melissa Tancredi       | 27 dicembre 1981 (33 anni)  | 99    | 22   | Chicago Red Stars |
| 15 | D    | Allysha Chapman        | 25 gennaio 1989 (26 anni)   | 11    | 1    | Houston Dash      |
| 16 | A    | Jonelle Filigno        | 24 settembre 1990 (24 anni) | 68    | 11   | Sky Blue          |
| 17 | C    | Jessie Fleming         | 11 marzo 1998 (17 anni)     | 15    | 1    | Nor'West SC       |
| 18 | C    | Selenia Iacchelli      | 5 giugno 1986 (29 anni)     | 4     | 0    | Svincolata        |
| 19 | A    | Adriana Leon           | 2 ottobre 1992 (22 anni)    | 33    | 5    | Chicago Red Stars |
| 20 | D    | Marie-Ève Nault        | 16 febbraio 1982 (33 anni)  | 67    | 0    | Svincolata        |
| 21 | P    | Stephanie Labbé        | 10 ottobre 1986 (28 anni)   | 20    | 0    | Svincolata        |
| 22 | C    | Ashley Lawrence        | 11 giugno 1995 (19 anni)    | 17    | 0    | WVU Mountaineers  |
| 23 | P    | Karina LeBlanc         | 30 marzo 1980 (35 anni)     | 110   | 0    | Chicago Red Stars |

### Cina
La rosa definitiva della squadra venne annunciata il 28 maggio 2015.
Selezionatore: Hao Wei
| N. | Pos. | Giocatore     | Data nascita (età)          | Pres. | Reti | Squadra                  |
| -- | ---- | ------------- | --------------------------- | ----- | ---- | ------------------------ |
| 1  | P    | Zhang Yue     | 30 settembre 1990 (24 anni) | 48    | 0    | Beijing BG               |
| 2  | D    | Liu Shanshan  | 16 marzo 1992 (23 anni)     | 33    | 0    | Hebei Zhongji            |
| 3  | D    | Pang Fengyue  | 19 gennaio 1989 (26 anni)   | 50    | 7    | Dalian Junfeng           |
| 4  | D    | Li Jiayue     | 8 giugno 1990 (24 anni)     | 45    | 1    | Shanghai Vinpac          |
| 5  | D    | Wu Haiyan (c) | 26 febbraio 1993 (22 anni)  | 50    | 0    | Shandong                 |
| 6  | D    | Li Dongna     | 6 dicembre 1988 (26 anni)   | 35    | 4    | Suwon UDC                |
| 7  | C    | Xu Yanlu      | 16 settembre 1991 (23 anni) | 27    | 3    | Jiangsu Huatai           |
| 8  | C    | Ma Jun        | 6 marzo 1989 (26 anni)      | 50    | 15   | Daejeon Sportstoto       |
| 9  | D    | Wang Shanshan | 27 gennaio 1990 (25 anni)   | 41    | 0    | Tianjin Huisen           |
| 10 | A    | Li Ying       | 7 gennaio 1993 (22 anni)    | 8     | 2    | Shandong                 |
| 11 | C    | Wang Shuang   | 23 gennaio 1995 (20 anni)   | 11    | 1    | Wuhan Jianghan Univ.     |
| 12 | P    | Wang Fei      | 22 marzo 1990 (25 anni)     | 5     | 0    | Turbine Potsdam          |
| 13 | C    | Tang Jiali    | 16 marzo 1995 (20 anni)     | 10    | 2    | Shanghai Vinpac          |
| 14 | A    | Zhao Rong     | 2 agosto 1991 (23 anni)     | 14    | 0    | Beijing BG               |
| 15 | C    | Lei Jiahui    | 22 settembre 1995 (19 anni) | 6     | 0    | Henan                    |
| 16 | A    | Lou Jiahui    | 26 maggio 1991 (24 anni)    | 45    | 1    | Henan                    |
| 17 | A    | Gu Yasha      | 28 novembre 1990 (24 anni)  | 87    | 10   | Beijing BG               |
| 18 | C    | Han Peng      | 20 dicembre 1989 (25 anni)  | 52    | 3    | Tianjin Huisen           |
| 19 | C    | Tan Ruyin     | 17 luglio 1994 (20 anni)    | 8     | 0    | Guangdong Sports Lottery |
| 20 | C    | Zhang Rui     | 17 gennaio 1989 (26 anni)   | 60    | 11   | Liberation Army FC       |
| 21 | C    | Wang Lisi     | 28 novembre 1991 (23 anni)  | 45    | 5    | Jiangsu Huatai           |
| 22 | P    | Zhao Lina     | 18 settembre 1991 (23 anni) | 0     | 0    | Shanghai Vinpac          |
| 23 | C    | Ren Guixin    | 19 dicembre 1988 (26 anni)  | 45    | 5    | Changchun Zhuoyue        |

### Nuova Zelanda
La rosa definitiva della squadra venne annunciata il 14 maggio 2015.
Selezionatore: Tony Readings
| N. | Pos. | Giocatore        | Data nascita (età)          | Pres. | Reti | Squadra                  |
| -- | ---- | ---------------- | --------------------------- | ----- | ---- | ------------------------ |
| 1  | P    | Erin Nayler      | 17 aprile 1992 (23 anni)    | 28    | 0    | Norwest United           |
| 2  | D    | Ria Percival     | 7 dicembre 1989 (25 anni)   | 103   | 11   | Jena                     |
| 3  | D    | Anna Green       | 20 agosto 1990 (24 anni)    | 55    | 7    | Svincolata               |
| 4  | C    | Katie Duncan     | 1º febbraio 1988 (27 anni)  | 102   | 1    | Zurigo                   |
| 5  | D    | Abby Erceg (c)   | 20 novembre 1989 (25 anni)  | 113   | 4    | Chicago Red Stars        |
| 6  | D    | Rebekah Stott    | 17 giugno 1993 (21 anni)    | 39    | 0    | Svincolata               |
| 7  | D    | Ali Riley        | 30 ottobre 1987 (27 anni)   | 92    | 1    | Rosengård                |
| 8  | A    | Jasmine Pereira  | 20 luglio 1996 (18 anni)    | 8     | 0    | Three Kings United       |
| 9  | A    | Amber Hearn      | 28 novembre 1984 (30 anni)  | 99    | 45   | Jena                     |
| 10 | A    | Sarah Gregorius  | 6 agosto 1987 (27 anni)     | 66    | 23   | Elfen Saitama            |
| 11 | C    | Kirsty Yallop    | 4 novembre 1986 (28 anni)   | 89    | 12   | Vittsjö GIK              |
| 12 | C    | Betsy Hassett    | 4 agosto 1990 (24 anni)     | 79    | 8    | Svincolata               |
| 13 | A    | Rosie White      | 6 giugno 1993 (22 anni)     | 69    | 14   | Svincolata               |
| 14 | C    | Katie Bowen      | 15 aprile 1994 (21 anni)    | 26    | 0    | North Carolina Tar Heels |
| 15 | D    | Meikayla Moore   | 4 giugno 1996 (19 anni)     | 10    | 0    | Eastern Suburbs          |
| 16 | C    | Annalie Longo    | 1º luglio 1991 (23 anni)    | 78    | 6    | Coastal Spirit           |
| 17 | A    | Hannah Wilkinson | 28 maggio 1992 (23 anni)    | 69    | 22   | Tennessee Vols           |
| 18 | D    | Catherine Bott   | 22 aprile 1989 (26 anni)    | 1     | 0    | Forrest Hill Milford     |
| 19 | C    | Evie Millynn     | 23 novembre 1994 (20 anni)  | 2     | 0    | Eastern Suburbs          |
| 20 | C    | Daisy Cleverley  | 30 aprile 1997 (18 anni)    | 3     | 2    | Forrest Hill Milford     |
| 21 | P    | Rebecca Rolls    | 22 agosto 1975 (39 anni)    | 21    | 0    | Three Kings United       |
| 22 | A    | Emma Kete        | 1º settembre 1987 (27 anni) | 48    | 3    | Fencibles United         |
| 23 | P    | Cushla Lichtwark | 29 novembre 1980 (34 anni)  | 0     | 0    | Hutt City                |

### Paesi Bassi
La rosa definitiva della squadra venne annunciata il 10 maggio 2015. Il difensore Claudia van den Heiligenberg fu esclusa a causa di un infortunio e sostituita da Shanice van de Sanden.
Selezionatore: Roger Reijners
| N. | Pos. | Giocatore              | Data nascita (età)         | Pres. | Reti | Squadra              |
| -- | ---- | ---------------------- | -------------------------- | ----- | ---- | -------------------- |
| 1  | P    | Loes Geurts            | 12 gennaio 1986 (29 anni)  | 103   | 0    | Kopparbergs/Göteborg |
| 2  | C    | Desiree van Lunteren   | 30 dicembre 1992 (22 anni) | 21    | 0    | Ajax                 |
| 3  | D    | Stefanie van der Gragt | 16 agosto 1992 (22 anni)   | 22    | 1    | Telstar              |
| 4  | D    | Mandy van den Berg     | 26 agosto 1990 (24 anni)   | 57    | 3    | LSK Kvinner          |
| 5  | D    | Petra Hogewoning       | 26 marzo 1986 (29 anni)    | 96    | 0    | Ajax                 |
| 6  | A    | Anouk Dekker           | 15 novembre 1986 (28 anni) | 38    | 5    | Twente               |
| 7  | A    | Manon Melis            | 31 agosto 1986 (28 anni)   | 123   | 54   | Kopparbergs/Göteborg |
| 8  | C    | Sherida Spitse         | 29 maggio 1990 (25 anni)   | 104   | 15   | LSK Kvinner          |
| 9  | A    | Vivianne Miedema       | 15 luglio 1996 (18 anni)   | 23    | 19   | Bayern Monaco        |
| 10 | C    | Daniëlle van de Donk   | 5 agosto 1991 (23 anni)    | 35    | 6    | PSV/FC Eindhoven     |
| 11 | C    | Lieke Martens          | 16 dicembre 1992 (22 anni) | 49    | 20   | Kopparbergs/Göteborg |
| 12 | D    | Dyanne Bito            | 10 agosto 1981 (33 anni)   | 146   | 6    | Telstar              |
| 13 | D    | Dominique Janssen      | 17 gennaio 1995 (20 anni)  | 6     | 0    | SGS Essen            |
| 14 | C    | Anouk Hoogendijk       | 6 maggio 1985 (30 anni)    | 101   | 9    | Ajax                 |
| 15 | C    | Merel van Dongen       | 11 febbraio 1993 (22 anni) | 4     | 1    | Ajax                 |
| 16 | P    | Sari van Veenendaal    | 3 aprile 1990 (25 anni)    | 13    | 0    | Twente               |
| 17 | C    | Tessel Middag          | 23 dicembre 1992 (22 anni) | 24    | 3    | Ajax                 |
| 18 | D    | Maran van Erp          | 3 dicembre 1990 (24 anni)  | 1     | 0    | PSV/FC Eindhoven     |
| 19 | A    | Kirsten van de Ven     | 11 maggio 1985 (30 anni)   | 82    | 16   | Rosengård            |
| 20 | C    | Jill Roord             | 22 aprile 1997 (18 anni)   | 5     | 1    | Twente               |
| 21 | C    | Vanity Lewerissa       | 1º aprile 1991 (24 anni)   | 4     | 0    | Standard Liegi       |
| 22 | A    | Shanice van de Sanden  | 2 ottobre 1992 (22 anni)   | 15    | 3    | Twente               |
| 23 | P    | Angela Christ          | 6 marzo 1989 (26 anni)     | 13    | 0    | PSV/FC Eindhoven     |

## Gruppo B

### Costa d'Avorio
La rosa definitiva della squadra venne annunciata il 28 maggio 2015.
Selezionatrice: Clémentine Touré
| N. | Pos. | Giocatore          | Data nascita (età)         | Pres. | Reti | Squadra              |
| -- | ---- | ------------------ | -------------------------- | ----- | ---- | -------------------- |
| 1  | P    | Lydie Saki         | 22 dicembre 1984 (30 anni) | 27    | 0    | Juventus de Yopougon |
| 2  | D    | Fatou Coulibaly    | 13 febbraio 1987 (28 anni) | 31    | 1    | Juventus de Yopougon |
| 3  | D    | Djelika Coulibaly  | 22 febbraio 1984 (31 anni) | 29    | 0    | Juventus de Yopougon |
| 4  | D    | Nina Kpaho         | 30 dicembre 1996 (18 anni) | 12    | 0    | Juventus de Yopougon |
| 5  | D    | Mariam Diakité     | 11 aprile 1995 (20 anni)   | 12    | 9    | ES Abobo             |
| 6  | C    | Rita Akaffou       | 5 dicembre 1986 (28 anni)  | 33    | 4    | Juventus de Yopougon |
| 7  | A    | Nadege Essoh       | 5 maggio 1990 (25 anni)    | 29    | 4    | Juventus de Yopougon |
| 8  | A    | Ines Nrehy         | 1º ottobre 1993 (21 anni)  | 17    | 13   | Rossijanka           |
| 9  | A    | Sandrine Niamien   | 30 agosto 1994 (20 anni)   | 2     | 1    | ES Abobo             |
| 10 | A    | Ange N'Guessan     | 18 novembre 1990 (24 anni) | 19    | 3    | Omness de Dabou      |
| 11 | A    | Rebecca Elloh      | 25 dicembre 1994 (20 anni) | 15    | 2    | Onze Sœurs de Gagnoa |
| 12 | C    | Ida Guehai         | 15 luglio 1994 (20 anni)   | 22    | 1    | Kristianstads        |
| 13 | D    | Fernande Tchetche  | 20 giugno 1988 (26 anni)   | 19    | 0    | Omness de Dabou      |
| 14 | A    | Josée Nahi         | 29 maggio 1989 (26 anni)   | 18    | 12   | Zvezda 2005 Perm'    |
| 15 | C    | Christine Lohoues  | 18 ottobre 1992 (22 anni)  | 22    | 1    | Onze Sœurs de Gagnoa |
| 16 | P    | Dominique Thiamale | 20 maggio 1982 (33 anni)   | 27    | 0    | Omness de Dabou      |
| 17 | A    | Nadège Cissé       | 4 aprile 1997 (18 anni)    | 6     | 0    | ES Abobo             |
| 18 | C    | Binta Diakité      | 7 maggio 1988 (27 anni)    | 20    | 2    | Médenine             |
| 19 | C    | Jessica Aby        | 16 giugno 1998 (16 anni)   | 1     | 0    | Onze Sœurs de Gagnoa |
| 20 | C    | Aminata Haidara    | 13 maggio 1997 (18 anni)   | 4     | 0    | Onze Sœurs de Gagnoa |
| 21 | D    | Sophie Aguie       | 31 dicembre 1996 (18 anni) | 4     | 0    | Omness de Dabou      |
| 22 | D    | Raymonde Kacou     | 7 gennaio 1987 (28 anni)   | 6     | 0    | Juventus de Yopougon |
| 23 | P    | Cynthia Djohore    | 16 dicembre 1987 (27 anni) | 27    | 0    | Onze Sœurs de Gagnoa |

### Germania
La rosa definitiva della squadra venne annunciata il 24 maggio 2015.
Selezionatrice: Silvia Neid
| N. | Pos. | Giocatore          | Data nascita (età) | Pres. | Reti | Squadra             |
| -- | ---- | ------------------ | ------------------ | ----- | ---- | ------------------- |
| 1  | P    | Nadine Angerer (c) | 10 novembre 1978   | 139   | 0    | Portland Thorns     |
| 2  | D    | Bianca Schmidt     | 23 gennaio 1990    | 48    | 3    | 1. FFC Francoforte  |
| 3  | D    | Saskia Bartusiak   | 9 settembre 1982   | 80    | 1    | 1. FFC Francoforte  |
| 4  | D    | Leonie Maier       | 29 settembre 1992  | 25    | 3    | Bayern Monaco       |
| 5  | D    | Annike Krahn       | 1º luglio 1985     | 117   | 5    | Paris Saint-Germain |
| 6  | C    | Simone Laudehr     | 12 luglio 1986     | 88    | 24   | 1. FFC Francoforte  |
| 7  | C    | Melanie Behringer  | 18 novembre 1985   | 104   | 26   | Bayern Monaco       |
| 8  | A    | Pauline Bremer     | 10 aprile 1996     | 5     | 0    | Turbine Potsdam     |
| 9  | A    | Lena Lotzen        | 11 settembre 1993  | 22    | 4    | Bayern Monaco       |
| 10 | C    | Dzsenifer Marozsán | 18 aprile 1992     | 48    | 25   | 1. FFC Francoforte  |
| 11 | A    | Anja Mittag        | 16 maggio 1985     | 120   | 33   | Rosengård           |
| 12 | P    | Almuth Schult      | 9 febbraio 1991    | 20    | 0    | Wolfsburg           |
| 13 | A    | Célia Šašić        | 27 giugno 1988     | 104   | 57   | 1. FFC Francoforte  |
| 14 | D    | Babett Peter       | 12 maggio 1988     | 89    | 4    | Wolfsburg           |
| 15 | D    | Jennifer Cramer    | 24 febbraio 1993   | 21    | 0    | Turbine Potsdam     |
| 16 | C    | Melanie Leupolz    | 14 aprile 1994     | 28    | 5    | Bayern Monaco       |
| 17 | D    | Josephine Henning  | 8 settembre 1989   | 25    | 0    | Paris Saint-Germain |
| 18 | A    | Alexandra Popp     | 6 aprile 1991      | 54    | 27   | Wolfsburg           |
| 19 | A    | Lena Petermann     | 5 febbraio 1994    | 2     | 0    | Friburgo            |
| 20 | C    | Lena Goeßling      | 8 marzo 1986       | 72    | 8    | Wolfsburg           |
| 21 | P    | Laura Benkarth     | 14 ottobre 1992    | 0     | 0    | Friburgo            |
| 22 | D    | Tabea Kemme        | 14 dicembre 1991   | 13    | 0    | Turbine Potsdam     |
| 23 | C    | Sara Däbritz       | 15 febbraio 1995   | 16    | 0    | Friburgo            |

### Norvegia
La rosa definitiva della squadra venne annunciata il 13 maggio 2015. Il centrocampista Caroline Hansen fu esclusa a causa di un infortunio e sostituita da Anja Sønstevold.
Selezionatore: Even Pellerud
| N. | Pos. | Giocatore                  | Data nascita (età)          | Pres. | Reti | Squadra         |
| -- | ---- | -------------------------- | --------------------------- | ----- | ---- | --------------- |
| 1  | P    | Ingrid Hjelmseth           | 10 aprile 1980 (35 anni)    | 92    | 0    | Stabæk          |
| 2  | D    | Maria Thorisdottir         | 5 giugno 1993 (22 anni)     | 5     | 0    | Klepp           |
| 3  | D    | Marita Skammelsrud Lund    | 29 gennaio 1989 (26 anni)   | 62    | 2    | LSK Kvinner     |
| 4  | C    | Gry Tofte Ims              | 2 marzo 1986 (29 anni)      | 42    | 4    | Klepp           |
| 5  | A    | Lisa-Marie Karlseng Utland | 19 settembre 1992 (22 anni) | 1     | 0    | Trondheims-Ørn  |
| 6  | C    | Maren Mjelde               | 6 novembre 1989 (25 anni)   | 87    | 10   | Avaldsnes       |
| 7  | D    | Trine Rønning              | 14 giugno 1982 (32 anni)    | 153   | 21   | Stabæk          |
| 8  | C    | Solveig Gulbrandsen        | 12 gennaio 1981 (34 anni)   | 179   | 53   | Kolbotn         |
| 9  | A    | Isabell Herlovsen          | 23 giugno 1988 (26 anni)    | 100   | 41   | LSK Kvinner     |
| 10 | C    | Anja Sønstevold            | 21 giugno 1992 (22 anni)    | 3     | 0    | LSK Kvinner     |
| 11 | D    | Nora Holstad Berge         | 26 marzo 1987 (28 anni)     | 46    | 1    | Bayern Monaco   |
| 12 | P    | Silje Vesterbekkmo         | 22 giugno 1983 (31 anni)    | 8     | 0    | Røa             |
| 13 | D    | Ingrid Moe Wold            | 29 gennaio 1990 (25 anni)   | 10    | 1    | LSK Kvinner     |
| 14 | C    | Ingrid Schjelderup         | 21 dicembre 1987 (27 anni)  | 9     | 0    | Stabæk          |
| 15 | D    | Marit Sandvei              | 21 maggio 1987 (28 anni)    | 7     | 0    | LSK Kvinner     |
| 16 | A    | Elise Thorsnes             | 14 agosto 1988 (26 anni)    | 81    | 16   | Avaldsnes       |
| 17 | C    | Lene Mykjåland             | 20 febbraio 1987 (28 anni)  | 78    | 11   | LSK Kvinner     |
| 18 | A    | Melissa Bjånesøy           | 18 aprile 1992 (23 anni)    | 20    | 4    | Stabæk          |
| 19 | C    | Kristine Minde             | 8 agosto 1992 (22 anni)     | 47    | 6    | Linköping       |
| 20 | A    | Emilie Haavi               | 16 giugno 1992 (22 anni)    | 40    | 11   | LSK Kvinner     |
| 21 | A    | Ada Hegerberg              | 10 luglio 1995 (19 anni)    | 34    | 16   | Olympique Lione |
| 22 | A    | Hege Hansen                | 24 ottobre 1990 (24 anni)   | 9     | 4    | Klepp           |
| 23 | P    | Cecilie Fiskerstrand       | 20 marzo 1996 (19 anni)     | 3     | 0    | Stabæk          |

### Thailandia
La rosa definitiva della squadra venne annunciata il 23 maggio 2015.
Selezionatrice: Nuengruethai Sathongwien
| N. | Pos. | Giocatore                | Data nascita (età)          | Pres. | Reti | Squadra               |
| -- | ---- | ------------------------ | --------------------------- | ----- | ---- | --------------------- |
| 1  | P    | Waraporn Boonsing        | 16 febbraio 1990 (25 anni)  | 84    | 0    | BG Bundit Asia        |
| 2  | D    | Darut Changplook         | 3 febbraio 1988 (27 anni)   | 20    | 1    | North Bangkok College |
| 3  | D    | Natthakarn Chinwong      | 15 marzo 1992 (23 anni)     | 8     | 0    | BG Bundit Asia        |
| 4  | D    | Duangnapa Sritala        | 4 febbraio 1986 (29 anni)   | 22    | 2    | Bangkok               |
| 5  | D    | Ainon Phancha            | 27 gennaio 1992 (23 anni)   | 7     | 3    | Chonburi Sriprathum   |
| 6  | C    | Pikul Khueanpet          | 20 settembre 1988 (26 anni) | 41    | 0    | Khonkaen F.C.         |
| 7  | C    | Silawan Intamee          | 22 gennaio 1994 (21 anni)   | 11    | 0    | Chonburi Sriprathum   |
| 8  | C    | Naphat Seesraum          | 11 maggio 1987 (28 anni)    | 83    | 20   | BG Bundit Asia        |
| 9  | D    | Warunee Phetwiset        | 13 dicembre 1990 (24 anni)  | 41    | 0    | Chonburi Sriprathum   |
| 10 | D    | Sunisa Srangthaisong     | 6 maggio 1988 (27 anni)     | 24    | 2    | BG Bundit Asia        |
| 11 | A    | Alisa Rukpinij           | 2 febbraio 1995 (20 anni)   | 3     | 0    | Chonburi Sriprathum   |
| 12 | C    | Rattikan Thongsombut     | 7 luglio 1991 (23 anni)     | 18    | 3    | BG Bundit Asia        |
| 13 | A    | Orathai Srimanee         | 12 giugno 1988 (26 anni)    | 5     | 0    | Khonkaen F.C.         |
| 14 | A    | Thanatta Chawong         | 19 giugno 1989 (25 anni)    | 66    | 23   | BG Bundit Asia        |
| 15 | A    | Irravadee Markis         | 20 gennaio 1992 (23 anni)   | 0     | 0    | Svincolata            |
| 16 | D    | Khwanruedi Saengchan     | 10 settembre 1993 (21 anni) | 20    | 0    | BG Bundit Asia        |
| 17 | C    | Anootsara Maijarern      | 14 febbraio 1986 (29 anni)  | 80    | 21   | Air Force United      |
| 18 | P    | Yada Sengyong            | 10 settembre 1993 (21 anni) | 3     | 0    | North Bangkok College |
| 19 | A    | Taneekarn Dangda         | 15 dicembre 1992 (22 anni)  | 16    | 9    | Bangkok               |
| 20 | C    | Wilaiporn Boothduang     | 25 giugno 1987 (27 anni)    | 45    | 11   | Bangkok               |
| 21 | C    | Kanjana Sungngoen        | 21 settembre 1986 (28 anni) | 44    | 30   | Bangkok               |
| 22 | P    | Sukanya Chor.Charoenying | 24 novembre 1987 (27 anni)  | 8     | 0    | Air Force United      |
| 23 | A    | Nisa Romyen              | 18 gennaio 1990 (25 anni)   | 47    | 32   | North Bangkok College |

## Gruppo C

### Camerun
La rosa definitiva della squadra venne annunciata il 28 maggio 2015.
Selezionatore: Enow Ngachu
| N. | Pos. | Giocatore                  | Data nascita (età) | Pres. | Reti | Squadra                |
| -- | ---- | -------------------------- | ------------------ | ----- | ---- | ---------------------- |
| 1  | P    | Annette Ngo Ndom           | 2 giugno 1985      | 40    | 0    | Union Nové Zámky       |
| 2  | D    | Christine Manie            | 4 maggio 1984      | 59    | 9    | U Olimpia Cluj         |
| 3  | A    | Ajara Nchout               | 12 gennaio 1993    | 39    | 2    | Western New York Flash |
| 4  | D    | Yvonne Leuko               | 20 novembre 1991   | 23    | 0    | Arras                  |
| 5  | D    | Augustine Ejangue          | 19 gennaio 1989    | 56    | 0    | Ėnergija Voronež       |
| 6  | A    | Francine Zouga             | 9 novembre 1987    | 52    | 5    | Chênois                |
| 7  | A    | Gabrielle Onguéné          | 25 febbraio 1989   | 49    | 13   | Louves Minproff        |
| 8  | C    | Raissa Feudjio             | 29 ottobre 1995    | 40    | 1    | Louves Minproff        |
| 9  | A    | Madeleine Ngono Mani       | 16 ottobre 1983    | 72    | 38   | Claix                  |
| 10 | A    | Jeannette Yango            | 12 giugno 1993     | 31    | 1    | Auvergne               |
| 11 | D    | Aurelle Awona              | 2 febbraio 1993    | 2     | 0    | Soyaux                 |
| 12 | D    | Claudine Meffometou Tcheno | 1º luglio 1990     | 21    | 1    | Zvezda 2005 Perm'      |
| 13 | D    | Cathy Bou Ndjouh           | 7 novembre 1987    | 52    | 0    | FK Minsk               |
| 14 | C    | Ninon Abena                | 5 settembre 1994   | 3     | 0    | Louves Minproff        |
| 15 | D    | Ysis Sonkeng               | 20 settembre 1989  | 42    | 0    | Louves Minproff        |
| 16 | P    | Thècle Mbororo             | 24 settembre 1989  | 5     | 0    | Panthère de Garoua     |
| 17 | A    | Gaëlle Enganamouit         | 9 giugno 1992      | 39    | 2    | Eskilstuna United      |
| 18 | C    | Henriette Akaba            | 7 giugno 1992      | 31    | 0    | Louves Minproff        |
| 19 | C    | Agathe Ngani               | 26 maggio 1992     | 3     | 0    | Louves Minproff        |
| 20 | C    | Geneviève Ngo              | 10 marzo 1993      | 6     | 0    | Caïman Douala          |
| 21 | A    | Rose Bella                 | 5 maggio 1994      | 7     | 0    | AS Police              |
| 22 | D    | Wanki Awachwi              | 6 gennaio 1994     | 5     | 0    | Locomotive Yaoundé     |
| 23 | P    | Flore Enyegue              | 9 luglio 1991      | 9     | 0    | AS Police              |

### Ecuador
La rosa definitiva della squadra venne annunciata il 15 maggio 2015.
Selezionatrice: Vanessa Arauz
| N. | Pos. | Giocatore          | Data nascita (età) | Pres. | Reti | Squadra              |
| -- | ---- | ------------------ | ------------------ | ----- | ---- | -------------------- |
| 1  | P    | Shirley Berruz     | 6 gennaio 1991     | 25    | 0    | Rocafuerte           |
| 2  | D    | Katherine Ortíz    | 16 febbraio 1991   | 23    | 3    | Rocafuerte           |
| 3  | D    | Nancy Aguilar      | 6 luglio 1985      | 46    | 0    | Atlético de Febrero  |
| 4  | D    | Merly Zambrano     | 7 dicembre 1981    | 11    | 0    | Espuce               |
| 5  | C    | Mayra Olivera      | 22 agosto 1992     | 33    | 2    | Atlético de Febrero  |
| 6  | D    | Angie Ponce        | 14 luglio 1996     | 28    | 4    | Talleres Emanuel     |
| 7  | D    | Ingrid Rodríguez   | 24 novembre 1991   | 34    | 6    | Unión Española       |
| 8  | C    | Erika Vásquez      | 4 agosto 1992      | 32    | 3    | Unión Española       |
| 9  | A    | Giannina Lattanzio | 19 maggio 1993     | 13    | 0    | Atlético de Febrero  |
| 10 | A    | Ámbar Torres       | 21 dicembre 1994   | 23    | 10   | Talleres Emanuel     |
| 11 | A    | Mónica Quinteros   | 5 luglio 1988      | 42    | 8    | Atlético de Febrero  |
| 12 | P    | Irene Tobar        | 5 maggio 1989      | 10    | 0    | Atlético de Febrero  |
| 13 | C    | Madeleine Riera    | 7 agosto 1989      | 32    | 0    | Unión Española       |
| 14 | A    | Carina Caicedo     | 23 luglio 1987     | 8     | 1    | Dep. Quito           |
| 15 | C    | Ana Palacios       | 16 febbraio 1991   | 30    | 0    | Rocafuerte           |
| 16 | D    | Ligia Moreira      | 19 marzo 1992      | 44    | 3    | Atlético de Febrero  |
| 17 | C    | Alexandra Salvador | 11 agosto 1995     | 13    | 0    | Universidad de Quito |
| 18 | C    | Adriana Barré      | 4 aprile 1995      | 23    | 0    | Galápagos S.C.       |
| 19 | C    | Kerly Real         | 7 novembre 1998    | 24    | 2    | Espuce               |
| 20 | A    | Denise Pesántes    | 14 gennaio 1988    | 32    | 3    | Galápagos S.C.       |
| 21 | C    | Mabel Velarde      | 4 dicembre 1988    | 13    | 0    | Dep. Quito           |
| 22 | P    | Andrea Vera        | 10 aprile 1993     | 2     | 0    | Universidad de Quito |
| 23 | A    | Mariela Jácome     | 6 marzo 1996       | 1     | 0    | Universidad de Quito |

### Giappone
La rosa definitiva della squadra venne annunciata il 1º maggio 2015.
Selezionatore: Norio Sasaki
| N. | Pos. | Giocatore        | Data nascita (età)          | Pres. | Reti | Squadra              |
| -- | ---- | ---------------- | --------------------------- | ----- | ---- | -------------------- |
| 1  | P    | Miho Fukumoto    | 2 ottobre 1983 (31 anni)    | 77    | 0    | Okayama Yunogo Belle |
| 2  | D    | Yukari Kinga     | 2 maggio 1984 (31 anni)     | 94    | 5    | INAC Kobe Leonessa   |
| 3  | D    | Azusa Iwashimizu | 14 ottobre 1986 (28 anni)   | 111   | 11   | Nippon TV Beleza     |
| 4  | D    | Saki Kumagai     | 17 ottobre 1990 (24 anni)   | 65    | 0    | Olympique Lione      |
| 5  | D    | Aya Sameshima    | 16 giugno 1987 (27 anni)    | 60    | 3    | INAC Kobe Leonessa   |
| 6  | C    | Mizuho Sakaguchi | 15 ottobre 1987 (27 anni)   | 89    | 26   | Nippon TV Beleza     |
| 7  | C    | Kozue Andō       | 9 luglio 1982 (32 anni)     | 123   | 19   | 1. FFC Francoforte   |
| 8  | C    | Aya Miyama       | 28 gennaio 1985 (30 anni)   | 147   | 36   | Okayama Yunogo Belle |
| 9  | C    | Nahomi Kawasumi  | 23 settembre 1985 (29 anni) | 70    | 19   | INAC Kobe Leonessa   |
| 10 | C    | Homare Sawa      | 6 settembre 1978 (36 anni)  | 197   | 82   | INAC Kobe Leonessa   |
| 11 | A    | Shinobu Ōno      | 23 gennaio 1984 (31 anni)   | 128   | 39   | INAC Kobe Leonessa   |
| 12 | D    | Megumi Kamionobe | 15 marzo 1986 (29 anni)     | 29    | 2    | Albirex Niigata      |
| 13 | C    | Rumi Utsugi      | 5 dicembre 1988 (26 anni)   | 78    | 5    | Montpellier          |
| 14 | C    | Asuna Tanaka     | 23 aprile 1988 (27 anni)    | 33    | 3    | INAC Kobe Leonessa   |
| 15 | A    | Yuika Sugasawa   | 5 ottobre 1990 (24 anni)    | 28    | 9    | JEF United           |
| 16 | A    | Mana Iwabuchi    | 18 marzo 1993 (22 anni)     | 25    | 3    | Bayern Monaco        |
| 17 | A    | Yūki Ōgimi       | 15 luglio 1987 (27 anni)    | 115   | 52   | Wolfsburg            |
| 18 | P    | Ayumi Kaihori    | 4 settembre 1986 (28 anni)  | 47    | 0    | INAC Kobe Leonessa   |
| 19 | D    | Saori Ariyoshi   | 1º novembre 1987 (27 anni)  | 34    | 0    | Nippon TV Beleza     |
| 20 | D    | Yuri Kawamura    | 17 maggio 1989 (26 anni)    | 13    | 2    | Vegalta Sendai       |
| 21 | P    | Erina Yamane     | 20 dicembre 1990 (24 anni)  | 14    | 0    | JEF United           |
| 22 | C    | Asano Nagasato   | 24 gennaio 1989 (26 anni)   | 10    | 1    | Turbine Potsdam      |
| 23 | D    | Kana Kitahara    | 17 dicembre 1988 (26 anni)  | 14    | 2    | Albirex Niigata      |

### Svizzera
La rosa definitiva della squadra venne annunciata il 22 maggio 2015.
Selezionatrice: Martina Voss-Tecklenburg
| N. | Pos. | Giocatore              | Data nascita (età) | Pres. | Reti | Squadra            |
| -- | ---- | ---------------------- | ------------------ | ----- | ---- | ------------------ |
| 1  | P    | Gaëlle Thalmann        | 18 gennaio 1986    | 36    | 0    | MSV Duisburg       |
| 2  | D    | Nicole Remund          | 31 dicembre 1989   | 42    | 2    | Zurigo             |
| 3  | D    | Sandra Betschart       | 30 marzo 1989      | 66    | 2    | Sunnanå SK         |
| 4  | D    | Rachel Rinast          | 2 giugno 1991      | 6     | 0    | Colonia            |
| 5  | D    | Noelle Maritz          | 23 dicembre 1995   | 29    | 1    | Wolfsburg          |
| 6  | D    | Selina Kuster          | 8 agosto 1991      | 59    | 1    | Zurigo             |
| 7  | C    | Martina Moser          | 9 aprile 1986      | 105   | 16   | Hoffenheim         |
| 8  | C    | Cinzia Zehnder         | 4 agosto 1997      | 6     | 0    | Zurigo             |
| 9  | C    | Lia Wälti              | 19 aprile 1994     | 42    | 3    | Turbine Potsdam    |
| 10 | A    | Ramona Bachmann        | 25 dicembre 1990   | 61    | 33   | Rosengård          |
| 11 | A    | Lara Dickenmann        | 27 novembre 1985   | 99    | 40   | Olympique Lione    |
| 12 | P    | Stenia Michel          | 23 ottobre 1987    | 11    | 0    | Jena               |
| 13 | A    | Ana-Maria Crnogorčević | 3 ottobre 1990     | 69    | 35   | 1. FFC Francoforte |
| 14 | D    | Rahel Kiwic            | 5 gennaio 1991     | 28    | 3    | MSV Duisburg       |
| 15 | D    | Caroline Abbé          | 13 gennaio 1988    | 105   | 9    | Bayern Monaco      |
| 16 | C    | Fabienne Humm          | 20 dicembre 1986   | 35    | 10   | Zurigo             |
| 17 | C    | Florijana Ismaili      | 1º gennaio 1995    | 10    | 0    | Young Boys         |
| 18 | C    | Vanessa Bürki          | 1º aprile 1986     | 68    | 9    | Bayern Monaco      |
| 19 | A    | Eseosa Aigbogun        | 23 maggio 1993     | 19    | 2    | Basilea            |
| 20 | D    | Daniela Schwarz        | 9 settembre 1985   | 23    | 1    | Vålerenga          |
| 21 | P    | Jennifer Oehrli        | 13 gennaio 1989    | 15    | 0    | Young Boys         |
| 22 | C    | Vanessa Bernauer       | 23 marzo 1988      | 50    | 3    | Wolfsburg          |
| 23 | A    | Barla Deplazes         | 14 novembre 1995   | 1     | 0    | Zurigo             |

## Gruppo D

### Australia
La rosa definitiva della squadra venne annunciata il 12 maggio 2015.
Selezionatore: Alen Stajcic
| N. | Pos. | Giocatore            | Data nascita (età)          | Pres. | Reti | Squadra           |
| -- | ---- | -------------------- | --------------------------- | ----- | ---- | ----------------- |
| 1  | P    | Lydia Williams       | 13 maggio 1988 (27 anni)    | 40    | 0    | Washington Spirit |
| 2  | A    | Larissa Crummer      | 10 gennaio 1996 (19 anni)   | 4     | 1    | Brisbane Roar     |
| 3  | A    | Ashleigh Sykes       | 15 dicembre 1991 (23 anni)  | 12    | 4    | Canberra United   |
| 4  | D    | Clare Polkinghorne   | 1º febbraio 1989 (26 anni)  | 78    | 5    | Brisbane Roar     |
| 5  | D    | Laura Alleway        | 28 novembre 1989 (25 anni)  | 30    | 1    | Brisbane Roar     |
| 6  | D    | Servet Uzunlar       | 8 marzo 1989 (26 anni)      | 45    | 2    | Sydney FC         |
| 7  | D    | Stephanie Catley     | 26 gennaio 1994 (21 anni)   | 32    | 1    | Melbourne Victory |
| 8  | D    | Elise Kellond-Knight | 10 agosto 1990 (24 anni)    | 55    | 1    | Brisbane Roar     |
| 9  | A    | Caitlin Foord        | 11 novembre 1994 (20 anni)  | 28    | 3    | Perth Glory       |
| 10 | C    | Emily van Egmond     | 12 luglio 1993 (21 anni)    | 39    | 10   | Newcastle Jets    |
| 11 | A    | Lisa De Vanna        | 14 novembre 1984 (30 anni)  | 97    | 33   | Melbourne Victory |
| 12 | A    | Leena Khamis         | 19 giugno 1986 (28 anni)    | 23    | 5    | Sydney FC         |
| 13 | C    | Tameka Butt          | 16 giugno 1991 (23 anni)    | 45    | 6    | Brisbane Roar     |
| 14 | C    | Alanna Kennedy       | 21 gennaio 1995 (20 anni)   | 27    | 0    | Perth Glory       |
| 15 | C    | Teresa Polias        | 16 maggio 1990 (25 anni)    | 8     | 0    | Sydney FC         |
| 16 | A    | Hayley Raso          | 5 settembre 1994 (20 anni)  | 12    | 1    | Brisbane Roar     |
| 17 | A    | Kyah Simon           | 25 giugno 1991 (23 anni)    | 49    | 10   | Sydney FC         |
| 18 | P    | Melissa Barbieri     | 20 gennaio 1980 (35 anni)   | 84    | 0    | Adelaide United   |
| 19 | C    | Katrina Gorry        | 13 agosto 1992 (22 anni)    | 29    | 10   | Brisbane Roar     |
| 20 | A    | Samantha Kerr        | 10 settembre 1993 (21 anni) | 36    | 5    | Perth Glory       |
| 21 | P    | Mackenzie Arnold     | 25 febbraio 1994 (21 anni)  | 6     | 0    | Perth Glory       |
| 22 | C    | Nicola Bolger        | 3 marzo 1993 (22 anni)      | 5     | 0    | Sydney FC         |
| 23 | A    | Michelle Heyman      | 4 luglio 1988 (26 anni)     | 33    | 11   | Canberra United   |

### Nigeria
La rosa definitiva della squadra venne annunciata il 27 maggio 2015.
Selezionatore: Edwin Okon
| N. | Pos. | Giocatore             | Data nascita (età)         | Pres. | Reti | Squadra           |
| -- | ---- | --------------------- | -------------------------- | ----- | ---- | ----------------- |
| 1  | P    | Precious Dede         | 18 gennaio 1980 (35 anni)  | 96    | 0    | Ibom Queens       |
| 2  | D    | Blessing Edoho        | 5 settembre 1992 (22 anni) | 4     | 1    | Pelican Stars     |
| 3  | D    | Osinachi Ohale        | 21 dicembre 1991 (23 anni) | 24    | 1    | Rivers Angels     |
| 4  | A    | Perpetua Nkwocha      | 3 gennaio 1976 (39 anni)   | 98    | 80   | Clemensnäs        |
| 5  | D    | Onome Ebi             | 8 maggio 1983 (32 anni)    | 48    | 0    | FK Minsk          |
| 6  | D    | Josephine Chukwunonye | 19 marzo 1992 (23 anni)    | 22    | 0    | Rivers Angels     |
| 7  | A    | Esther Sunday         | 13 marzo 1992 (23 anni)    | 23    | 5    | FK Minsk          |
| 8  | A    | Asisat Oshoala        | 9 ottobre 1994 (20 anni)   | 14    | 10   | Liverpool         |
| 9  | A    | Desire Oparanozie     | 17 dicembre 1993 (21 anni) | 32    | 22   | Guingamp          |
| 10 | A    | Courtney Dike         | 3 febbraio 1995 (20 anni)  | 0     | 0    | Okla. State Univ. |
| 11 | A    | Iniabasi Umotong      | 15 maggio 1994 (21 anni)   | 0     | 0    | Portsmouth        |
| 12 | C    | Halimat Ayinde        | 16 maggio 1995 (20 anni)   | 9     | 0    | Delta Queens      |
| 13 | C    | Ngozi Okobi           | 14 dicembre 1993 (21 anni) | 22    | 2    | Delta Queens      |
| 14 | C    | Evelyn Nwabuoku       | 14 novembre 1985 (29 anni) | 39    | 3    | BIIK Kazygurt     |
| 15 | D    | Ugo Njoku             | 27 novembre 1994 (20 anni) | 6     | 0    | Rivers Angels     |
| 16 | P    | Ibubeleye Whyte       | 9 gennaio 1992 (23 anni)   | 6     | 0    | Rivers Angels     |
| 17 | A    | Francisca Ordega      | 19 ottobre 1993 (21 anni)  | 23    | 6    | Washington Spirit |
| 18 | A    | Loveth Ayila          | 6 settembre 1994 (20 anni) | 3     | 0    | Rivers Angels     |
| 19 | C    | Martina Ohadugha      | 5 maggio 1991 (24 anni)    | 35    | 2    | Rivers Angels     |
| 20 | C    | Cecilia Nku           | 26 ottobre 1992 (22 anni)  | 8     | 1    | Rivers Angels     |
| 21 | P    | Christy Ohaeriaku     | 13 dicembre 1996 (18 anni) | 0     | 0    | Rivers Angels     |
| 22 | D    | Sarah Nnodim          | 25 dicembre 1995 (19 anni) | 1     | 0    | Nasarawa Amazons  |
| 23 | D    | Ngozi Ebere           | 5 agosto 1991 (23 anni)    | 17    | 1    | Rivers Angels     |

### Svezia
La rosa definitiva della squadra venne annunciata l'11 maggio 2015.
Selezionatrice: Pia Sundhage
| N. | Pos. | Giocatore             | Data nascita (età) | Pres. | Reti | Squadra              |
| -- | ---- | --------------------- | ------------------ | ----- | ---- | -------------------- |
| 1  | P    | Hedvig Lindahl        | 29 aprile 1983     | 107   | 0    | Chelsea              |
| 2  | D    | Charlotte Rohlin      | 2 dicembre 1980    | 77    | 7    | Linköping            |
| 3  | D    | Linda Sembrant        | 15 maggio 1987     | 55    | 4    | Montpellier          |
| 4  | D    | Emma Berglund         | 19 dicembre 1988   | 35    | 0    | Rosengård            |
| 5  | D    | Nilla Fischer         | 2 agosto 1984      | 130   | 19   | Wolfsburg            |
| 6  | D    | Sara Thunebro         | 26 aprile 1979     | 131   | 5    | Eskilstuna United    |
| 7  | C    | Lisa Dahlkvist        | 6 febbraio 1987    | 95    | 9    | KIF Örebro           |
| 8  | A    | Lotta Schelin (c)     | 27 febbraio 1984   | 149   | 80   | Olympique Lione      |
| 9  | A    | Kosovare Asllani      | 29 luglio 1989     | 76    | 21   | Paris Saint-Germain  |
| 10 | A    | Sofia Jakobsson       | 23 aprile 1990     | 56    | 10   | Montpellier          |
| 11 | A    | Jenny Hjohlman        | 13 febbraio 1990   | 12    | 1    | Umeå IK              |
| 12 | P    | Hilda Carlén          | 13 agosto 1991     | 1     | 0    | Piteå IF             |
| 13 | C    | Malin Diaz Pettersson | 3 gennaio 1994     | 11    | 0    | Eskilstuna United    |
| 14 | D    | Amanda Ilestedt       | 17 gennaio 1993    | 6     | 1    | Rosengård            |
| 15 | C    | Therese Sjögran       | 8 aprile 1977      | 209   | 21   | Rosengård            |
| 16 | D    | Lina Nilsson          | 17 giugno 1987     | 64    | 3    | Rosengård            |
| 17 | C    | Caroline Seger        | 19 marzo 1985      | 137   | 21   | Paris Saint-Germain  |
| 18 | D    | Jessica Samuelsson    | 30 gennaio 1993    | 21    | 0    | Linköping            |
| 19 | A    | Emma Lundh            | 26 giugno 1989     | 11    | 2    | AIK                  |
| 20 | C    | Emilia Appelqvist     | 11 febbraio 1990   | 4     | 0    | Piteå IF             |
| 21 | P    | Carola Söberg         | 29 luglio 1982     | 11    | 0    | KIF Örebro           |
| 22 | C    | Olivia Schough        | 11 marzo 1991      | 22    | 1    | Eskilstuna United    |
| 23 | D    | Elin Rubensson        | 11 maggio 1993     | 18    | 0    | Kopparbergs/Göteborg |

### Stati Uniti
La rosa definitiva della squadra venne annunciata il 14 aprile 2015.
Selezionatrice: Jillian Ellis
| N. | Pos. | Giocatore          | Data nascita (età)          | Pres. | Reti | Squadra                |
| -- | ---- | ------------------ | --------------------------- | ----- | ---- | ---------------------- |
| 1  | P    | Hope Solo          | 30 luglio 1981 (33 anni)    | 170   | 0    | Seattle Reign          |
| 2  | A    | Sydney Leroux      | 7 maggio 1990 (25 anni)     | 71    | 35   | Western New York Flash |
| 3  | D    | Christie Rampone   | 24 giugno 1975 (39 anni)    | 306   | 4    | Sky Blue               |
| 4  | D    | Becky Sauerbrunn   | 6 giugno 1985 (30 anni)     | 81    | 0    | FC Kansas City         |
| 5  | D    | Kelley O'Hara      | 4 agosto 1988 (26 anni)     | 60    | 0    | Sky Blue               |
| 6  | D    | Whitney Engen      | 28 novembre 1987 (27 anni)  | 26    | 3    | Western New York Flash |
| 7  | C    | Shannon Boxx       | 29 giugno 1977 (37 anni)    | 190   | 27   | Chicago Red Stars      |
| 8  | A    | Amy Rodriguez      | 17 febbraio 1987 (28 anni)  | 123   | 29   | FC Kansas City         |
| 9  | C    | Heather O'Reilly   | 2 gennaio 1985 (30 anni)    | 219   | 41   | FC Kansas City         |
| 10 | C    | Carli Lloyd        | 16 luglio 1982 (32 anni)    | 195   | 63   | Houston Dash           |
| 11 | D    | Ali Krieger        | 28 luglio 1984 (30 anni)    | 66    | 1    | Washington Spirit      |
| 12 | C    | Lauren Holiday     | 30 settembre 1987 (27 anni) | 124   | 23   | FC Kansas City         |
| 13 | A    | Alex Morgan        | 2 luglio 1989 (25 anni)     | 84    | 51   | Portland Thorns        |
| 14 | C    | Morgan Brian       | 26 febbraio 1993 (22 anni)  | 29    | 4    | Houston Dash           |
| 15 | C    | Megan Rapinoe (c)  | 5 luglio 1985 (29 anni)     | 102   | 29   | Seattle Reign          |
| 16 | D    | Lori Chalupny      | 29 gennaio 1984 (31 anni)   | 102   | 10   | Chicago Red Stars      |
| 17 | C    | Tobin Heath        | 29 maggio 1988 (27 anni)    | 92    | 11   | Portland Thorns        |
| 18 | P    | Ashlyn Harris      | 19 ottobre 1985 (29 anni)   | 6     | 0    | Washington Spirit      |
| 19 | D    | Julie Johnston     | 6 aprile 1992 (23 anni)     | 12    | 3    | Chicago Red Stars      |
| 20 | A    | Abby Wambach       | 2 giugno 1980 (35 anni)     | 242   | 182  | Svincolata             |
| 21 | P    | Alyssa Naeher      | 20 aprile 1988 (27 anni)    | 1     | 0    | Boston Breakers        |
| 22 | D    | Meghan Klingenberg | 2 agosto 1988 (26 anni)     | 34    | 2    | Houston Dash           |
| 23 | A    | Christen Press     | 29 dicembre 1988 (26 anni)  | 45    | 20   | Chicago Red Stars      |

## Gruppo E

### Brasile
La rosa definitiva della squadra venne annunciata il 25 maggio 2015. Il difensore Érika fu esclusa a causa di un infortunio e sostituita da Rafinha.
Selezionatore: Vadão
| N. | Pos. | Giocatore       | Data nascita (età)         | Pres. | Reti | Squadra            |
| -- | ---- | --------------- | -------------------------- | ----- | ---- | ------------------ |
| 1  | P    | Luciana         | 24 luglio 1987 (27 anni)   | 33    | 0    | Ferroviária        |
| 2  | D    | Fabiana         | 4 agosto 1989 (25 anni)    | 53    | 6    | Centro Olímpico    |
| 3  | D    | Mônica          | 21 aprile 1987 (28 anni)   | 21    | 0    | Ferroviária        |
| 4  | D    | Érika           | 4 febbraio 1988 (27 anni)  | 50    | 9    | Centro Olímpico    |
| 5  | C    | Andressinha     | 1º maggio 1995 (20 anni)   | 17    | 7    | Kindermann         |
| 6  | D    | Tamires         | 10 ottobre 1987 (27 anni)  | 31    | 3    | Centro Olímpico    |
| 7  | C    | Bia             | 17 dicembre 1993 (21 anni) | 16    | 1    | Hyundai Red Angels |
| 8  | C    | Thaisa          | 17 dicembre 1988 (26 anni) | 26    | 2    | Ferroviária        |
| 9  | C    | Andressa        | 10 novembre 1992 (22 anni) | 36    | 9    | São José           |
| 10 | C    | Marta           | 19 febbraio 1986 (29 anni) | 92    | 91   | Rosengård          |
| 11 | A    | Cristiane       | 15 maggio 1985 (30 anni)   | 106   | 74   | Centro Olímpico    |
| 12 | P    | Bárbara         | 4 aprile 1988 (27 anni)    | 22    | 0    | Kindermann         |
| 13 | D    | Poliana         | 6 febbraio 1991 (24 anni)  | 32    | 2    | São José           |
| 14 | D    | Géssica         | 19 marzo 1991 (24 anni)    | 0     | 0    | Ferroviária        |
| 15 | D    | Tayla           | 9 maggio 1992 (23 anni)    | 31    | 1    | Ferroviária        |
| 16 | D    | Rafaelle        | 18 giugno 1991 (23 anni)   | 3     | 0    | São Francisco      |
| 17 | A    | Rosana          | 7 luglio 1982 (32 anni)    | 111   | 17   | São José           |
| 18 | A    | Raquel          | 21 marzo 1991 (24 anni)    | 18    | 3    | Ferroviária        |
| 19 | C    | Maurine         | 14 gennaio 1986 (29 anni)  | 56    | 6    | Ferroviária        |
| 20 | C    | Formiga         | 3 marzo 1978 (37 anni)     | 131   | 19   | São José           |
| 21 | C    | Gabi Zanotti    | 28 febbraio 1985 (30 anni) | 20    | 2    | Centro Olímpico    |
| 22 | C    | Darlene         | 11 gennaio 1990 (25 anni)  | 31    | 4    | Centro Olímpico    |
| 23 | P    | Letícia Izidoro | 13 agosto 1994 (20 anni)   | 0     | 0    | São José           |

### Corea del Sud
La rosa definitiva della squadra venne annunciata il 28 maggio 2015.
Selezionatore: Yoon Deok-yeo
| N. | Pos. | Giocatore       | Data nascita (età)          | Pres. | Reti | Squadra            |
| -- | ---- | --------------- | --------------------------- | ----- | ---- | ------------------ |
| 1  | P    | Jun Min-kyung   | 16 gennaio 1985 (30 anni)   | 45    | 0    | Icheon Daekyo      |
| 2  | D    | Lee Eun-mi      | 18 agosto 1988 (26 anni)    | 60    | 12   | Icheon Daekyo      |
| 3  | D    | Lim Seon-joo    | 27 novembre 1990 (24 anni)  | 44    | 2    | Hyundai Red Angels |
| 4  | D    | Shim Seo-yeon   | 15 aprile 1989 (26 anni)    | 48    | 0    | Icheon Daekyo      |
| 5  | D    | Kim Do-yeon     | 7 dicembre 1988 (26 anni)   | 60    | 1    | Hyundai Red Angels |
| 6  | D    | Hwang Bo-ram    | 10 giugno 1987 (27 anni)    | 32    | 0    | Icheon Daekyo      |
| 7  | C    | Jeon Ga-eul     | 14 settembre 1988 (26 anni) | 67    | 32   | Hyundai Red Angels |
| 8  | C    | Cho So-hyun     | 24 giugno 1988 (26 anni)    | 78    | 9    | Hyundai Red Angels |
| 9  | A    | Park Eun-sun    | 25 dicembre 1986 (28 anni)  | 32    | 18   | Rossijanka         |
| 10 | A    | Ji So-yun       | 21 febbraio 1991 (24 anni)  | 74    | 38   | Chelsea            |
| 11 | C    | Jung Seol-bin   | 1º giugno 1990 (25 anni)    | 40    | 11   | Hyundai Red Angels |
| 12 | A    | Yoo Young-a     | 15 aprile 1988 (27 anni)    | 63    | 28   | Hyundai Red Angels |
| 13 | C    | Kwon Hah-nul    | 7 marzo 1988 (27 anni)      | 94    | 15   | Busan Sangmu       |
| 14 | D    | Song Su-ran     | 7 settembre 1990 (24 anni)  | 20    | 1    | Daejeon Sportstoto |
| 15 | C    | Park Hee-young  | 21 marzo 1991 (24 anni)     | 38    | 8    | Daejeon Sportstoto |
| 16 | C    | Kang Yu-mi      | 5 ottobre 1991 (23 anni)    | 2     | 0    | Hwacheon KSPO      |
| 17 | D    | Shin Dam-yeong  | 10 febbraio 1993 (22 anni)  | 13    | 1    | Suwon UDC          |
| 18 | P    | Kim Jung-mi     | 16 ottobre 1984 (30 anni)   | 89    | 0    | Hyundai Red Angels |
| 19 | D    | Kim Soo-yun     | 30 agosto 1989 (25 anni)    | 43    | 9    | Hwacheon KSPO      |
| 20 | D    | Kim Hye-ri      | 25 giugno 1990 (24 anni)    | 45    | 1    | Hyundai Red Angels |
| 21 | P    | Yoon Young-guel | 28 ottobre 1987 (27 anni)   | 1     | 0    | Suwon UDC          |
| 22 | C    | Lee So-dam      | 12 ottobre 1994 (20 anni)   | 17    | 1    | Daejeon Sportstoto |
| 23 | C    | Lee Geum-min    | 7 aprile 1994 (21 anni)     | 6     | 1    | Seoul              |

### Costa Rica
La rosa definitiva della squadra venne annunciata il 20 maggio 2015.
Selezionatrice: Amelia Valverde
| N. | Pos. | Giocatore           | Data nascita (età) | Pres. | Reti | Squadra                   |
| -- | ---- | ------------------- | ------------------ | ----- | ---- | ------------------------- |
| 1  | P    | Dinnia Díaz         | 14 gennaio 1988    | 21    | 0    | UD Moravia                |
| 2  | D    | Gabriela Guillén    | 1º marzo 1992      | 10    | 0    | Saprissa                  |
| 3  | D    | Emilie Valenciano   | 15 febbraio 1997   | 4     | 0    | Alajuelense               |
| 4  | D    | Mariana Benavides   | 26 dicembre 1994   | 12    | 4    | C.S. Herediano            |
| 5  | D    | Diana Sáenz         | 15 aprile 1989     | 48    | 0    | South Florida Bulls       |
| 6  | D    | Carol Sánchez       | 16 aprile 1986     | 33    | 2    | UD Moravia                |
| 7  | A    | Melissa Herrera     | 10 ottobre 1996    | 20    | 12   | Saprissa                  |
| 8  | D    | Daniela Cruz        | 8 marzo 1991       | 33    | 6    | Saprissa                  |
| 9  | A    | Adriana Venegas     | 12 giugno 1989     | 35    | 15   | Saprissa                  |
| 10 | C    | Shirley Cruz        | 28 agosto 1985     | 60    | 21   | Paris Saint-Germain       |
| 11 | A    | Raquel Rodríguez    | 28 ottobre 1993    | 37    | 24   | Pennsylvania State Univ.  |
| 12 | D    | Lixy Rodríguez      | 4 novembre 1990    | 47    | 2    | Alajuelense               |
| 13 | P    | Noelia Bermúdez     | 20 settembre 1994  | 1     | 0    | Saprissa                  |
| 14 | A    | María Barrantes     | 25 gennaio 1996    | 20    | 21   | UD Moravia                |
| 15 | C    | Cristin Granados    | 19 agosto 1989     | 53    | 10   | Saprissa                  |
| 16 | C    | Katherine Alvarado  | 11 aprile 1991     | 47    | 18   | Saprissa                  |
| 17 | A    | Karla Villalobos    | 16 luglio 1989     | 6     | 3    | C.S. Herediano            |
| 18 | P    | Yirlania Arroyo     | 28 maggio 1986     | 40    | 0    | Sky Blue                  |
| 19 | D    | Fabiola Sánchez     | 9 aprile 1993      | 10    | 3    | Martin Methodist Redhawks |
| 20 | A    | Wendy Acosta        | 19 dicembre 1989   | 38    | 18   | UD Moravia                |
| 21 | A    | Adriana Venegas     | 28 settembre 1991  | 10    | 5    | C.S. Herediano            |
| 22 | D    | María Coto          | 2 marzo 1998       | 3     | 0    | Alajuelense               |
| 23 | C    | Gloriana Villalobos | 20 agosto 1999     | 12    | 2    | Saprissa                  |

### Spagna
La rosa definitiva della squadra venne annunciata l'11 maggio 2015.
Selezionatore: Ignacio Quereda
| N. | Pos. | Giocatore            | Data nascita (età) | Pres. | Reti | Squadra              |
| -- | ---- | -------------------- | ------------------ | ----- | ---- | -------------------- |
| 1  | P    | Ainhoa Tirapu        | 4 settembre 1984   | 43    | 0    | Athletic Bilbao      |
| 2  | D    | Celia Jiménez        | 20 giugno 1995     | 3     | 0    | Alabama Crimson Tide |
| 3  | D    | Leire Landa          | 19 dicembre 1986   | 20    | 0    | Barcellona           |
| 4  | D    | Melanie Serrano      | 12 ottobre 1989    | 8     | 0    | Barcellona           |
| 5  | D    | Ruth García          | 26 aprile 1987     | 44    | 3    | Barcellona           |
| 6  | C    | Virginia Torrecilla  | 4 settembre 1994   | 14    | 0    | Barcellona           |
| 7  | A    | Natalia Pablos       | 27 novembre 1986   | 17    | 12   | Arsenal              |
| 8  | A    | Sonia Bermúdez       | 18 novembre 1984   | 52    | 28   | Barcellona           |
| 9  | C    | Verónica Boquete (c) | 9 aprile 1987      | 48    | 29   | Bayern Monaco        |
| 10 | C    | Jennifer Hermoso     | 9 maggio 1990      | 24    | 11   | Barcellona           |
| 11 | A    | Priscila Borja       | 28 aprile 1985     | 22    | 6    | Atlético Madrid      |
| 12 | C    | Marta Corredera      | 8 agosto 1991      | 24    | 2    | Barcellona           |
| 13 | P    | Dolores Gallardo     | 10 giugno 1993     | 6     | 0    | Atlético Madrid      |
| 14 | A    | "Vicky" Losada       | 05 marzo 1991      | 23    | 3    | Arsenal              |
| 15 | C    | Silvia Meseguer      | 12 marzo 1989      | 35    | 3    | Atlético Madrid      |
| 16 | D    | Ivana Andrés         | 13 luglio 1994     | 1     | 0    | Valencia             |
| 17 | D    | Elixabet Ibarra      | 29 giugno 1981     | 44    | 2    | Athletic Bilbao      |
| 18 | D    | Marta Torrejón       | 27 febbraio 1990   | 49    | 7    | Barcellona           |
| 19 | A    | Erika Vázquez        | 16 febbraio 1983   | 45    | 7    | Athletic Bilbao      |
| 20 | D    | Irene Paredes        | 4 luglio 1991      | 22    | 1    | Athletic Bilbao      |
| 21 | C    | Alexia Putellas      | 4 febbraio 1994    | 19    | 2    | Barcellona           |
| 22 | C    | Amanda Sampedro      | 26 giugno 1993     | 4     | 0    | Atlético Madrid      |
| 23 | P    | Sandra Paños         | 4 novembre 1992    | 3     | 0    | Levante              |

## Gruppo F

### Colombia
La rosa definitiva della squadra venne annunciata il 20 maggio 2015.
Selezionatore: Fabián Taborda
| N. | Pos. | Giocatore          | Data nascita (età)          | Pres. | Reti | Squadra             |
| -- | ---- | ------------------ | --------------------------- | ----- | ---- | ------------------- |
| 1  | P    | Derly Castaño      | 11 gennaio 1994 (21 anni)   | 7     | 0    | Graceland Univ.     |
| 2  | C    | Carolina Arbeláez  | 8 marzo 1995 (20 anni)      | 1     | 0    | Formas Íntimas      |
| 3  | D    | Natalia Gaitán     | 3 aprile 1991 (24 anni)     | 35    | 4    | CD Gol Star         |
| 4  | C    | Diana Ospina       | 3 marzo 1989 (26 anni)      | 29    | 3    | Formas Íntimas      |
| 5  | D    | Melissa Ortíz      | 24 gennaio 1990 (25 anni)   | 26    | 2    | Boston Breakers     |
| 6  | C    | Daniela Montoya    | 22 agosto 1990 (24 anni)    | 32    | 2    | Formas Íntimas      |
| 7  | A    | Ingrid Vidal       | 22 aprile 1991 (24 anni)    | 50    | 11   | CD Palmiranas       |
| 8  | C    | Mildrey Pineda     | 1º ottobre 1989 (25 anni)   | 25    | 2    | CD Palmiranas       |
| 9  | A    | Oriánica Velásquez | 1º agosto 1989 (25 anni)    | 37    | 2    | CD Gol Star         |
| 10 | C    | Yoreli Rincón      | 27 luglio 1993 (21 anni)    | 45    | 9    | Torres              |
| 11 | C    | Catalina Usme      | 25 dicembre 1989 (25 anni)  | 40    | 19   | Formas Íntimas      |
| 12 | P    | Sandra Sepulveda   | 3 marzo 1988 (27 anni)      | 37    | 0    | Formas Íntimas      |
| 13 | D    | Angela Clavijo     | 1º settembre 1993 (21 anni) | 15    | 0    | Club Kamatsa        |
| 14 | D    | Nataly Arias       | 2 aprile 1986 (29 anni)     | 43    | 6    | Atlanta Silverbacks |
| 15 | A    | Tatiana Ariza      | 21 febbraio 1991 (24 anni)  | 35    | 8    | CD Gol Star         |
| 16 | A    | Lady Andrade       | 10 gennaio 1992 (23 anni)   | 41    | 7    | CD Palmiranas       |
| 17 | D    | Carolina Arias     | 2 settembre 1990 (24 anni)  | 38    | 0    | CD Palmiranas       |
| 18 | A    | Yisela Cuesta      | 27 settembre 1991 (23 anni) | 4     | 1    | Formas Íntimas      |
| 19 | C    | Leicy Santos       | 16 maggio 1996 (19 anni)    | 13    | 2    | Club Besser         |
| 20 | A    | Laura Cosme        | 5 marzo 1992 (23 anni)      | 5     | 1    | CD Palmiranas       |
| 21 | C    | Isabella Echeverri | 16 giugno 1994 (20 anni)    | 14    | 1    | Toledo Rockets      |
| 22 | P    | Catalina Pérez     | 8 novembre 1994 (20 anni)   | 4     | 0    | Univ. of Miami      |
| 23 | A    | Manuela González   | 29 agosto 1995 (19 anni)    | 1     | 0    | CD Palmiranas       |

### Francia
La rosa definitiva della squadra venne annunciata il 23 aprile 2015.
Selezionatore: Philippe Bergerôo
| N. | Pos. | Giocatore           | Data nascita (età)          | Pres. | Reti | Squadra             |
| -- | ---- | ------------------- | --------------------------- | ----- | ---- | ------------------- |
| 1  | P    | Céline Deville      | 24 gennaio 1982 (33 anni)   | 65    | 0    | FCF Juvisy          |
| 2  | D    | Wendie Renard (c)   | 20 luglio 1990 (24 anni)    | 65    | 16   | Olympique Lione     |
| 3  | D    | Laure Boulleau      | 22 ottobre 1986 (28 anni)   | 57    | 0    | Paris Saint-Germain |
| 4  | D    | Laura Georges       | 20 agosto 1984 (30 anni)    | 158   | 6    | Paris Saint-Germain |
| 5  | D    | Sabrina Delannoy    | 18 maggio 1986 (29 anni)    | 25    | 2    | Paris Saint-Germain |
| 6  | C    | Amandine Henry      | 28 settembre 1989 (25 anni) | 39    | 3    | Olympique Lione     |
| 7  | C    | Kenza Dali          | 31 luglio 1991 (23 anni)    | 11    | 2    | Paris Saint-Germain |
| 8  | D    | Jessica Houara      | 29 settembre 1987 (27 anni) | 32    | 1    | Paris Saint-Germain |
| 9  | A    | Eugénie Le Sommer   | 18 maggio 1989 (26 anni)    | 104   | 44   | Olympique Lione     |
| 10 | C    | Camille Abily       | 5 dicembre 1984 (30 anni)   | 145   | 29   | Olympique Lione     |
| 11 | C    | Claire Lavogez      | 18 giugno 1994 (20 anni)    | 9     | 1    | Montpellier         |
| 12 | C    | Élodie Thomis       | 13 agosto 1986 (28 anni)    | 116   | 31   | Olympique Lione     |
| 13 | A    | Kadidiatou Diani    | 1º aprile 1995 (20 anni)    | 5     | 1    | FCF Juvisy          |
| 14 | C    | Louisa Nécib        | 23 gennaio 1987 (28 anni)   | 125   | 32   | Olympique Lione     |
| 15 | C    | Élise Bussaglia     | 24 settembre 1985 (29 anni) | 143   | 26   | Olympique Lione     |
| 16 | P    | Sarah Bouhaddi      | 17 ottobre 1986 (28 anni)   | 93    | 0    | Olympique Lione     |
| 17 | A    | Gaëtane Thiney      | 28 ottobre 1985 (29 anni)   | 122   | 55   | FCF Juvisy          |
| 18 | A    | Marie-Laure Delie   | 29 gennaio 1988 (27 anni)   | 85    | 57   | Paris Saint-Germain |
| 19 | D    | Griedge Mbock Bathy | 26 febbraio 1995 (20 anni)  | 9     | 0    | Guingamp            |
| 20 | D    | Annaïg Butel        | 15 febbraio 1992 (23 anni)  | 8     | 0    | FCF Juvisy          |
| 21 | P    | Méline Gérard       | 30 maggio 1990 (25 anni)    | 1     | 0    | Olympique Lione     |
| 22 | D    | Amel Majri          | 25 gennaio 1993 (22 anni)   | 7     | 1    | Olympique Lione     |
| 23 | C    | Kheira Hamraoui     | 13 gennaio 1990 (25 anni)   | 15    | 0    | Paris Saint-Germain |

### Inghilterra
La rosa definitiva della squadra venne annunciata l'11 maggio 2015.
Selezionatore: Mark Sampson
| N. | Pos. | Giocatore           | Data nascita (età) | Pres. | Reti | Squadra         |
| -- | ---- | ------------------- | ------------------ | ----- | ---- | --------------- |
| 1  | P    | Karen Bardsley      | 14 ottobre 1984    | 44    | 0    | Manchester City |
| 2  | D    | Alex Scott          | 14 ottobre 1984    | 123   | 12   | Arsenal         |
| 3  | D    | Claire Rafferty     | 11 gennaio 1989    | 10    | 0    | Chelsea         |
| 4  | C    | Fara Williams       | 25 gennaio 1984    | 140   | 37   | Liverpool       |
| 5  | D    | Steph Houghton (c)  | 23 aprile 1988     | 54    | 7    | Manchester City |
| 6  | D    | Laura Bassett       | 2 agosto 1983      | 49    | 2    | Notts County    |
| 7  | C    | Jordan Nobbs        | 8 dicembre 1992    | 21    | 3    | Arsenal         |
| 8  | C    | Jill Scott          | 2 febbraio 1987    | 91    | 13   | Manchester City |
| 9  | A    | Eniola Aluko        | 21 febbraio 1987   | 91    | 32   | Chelsea         |
| 10 | C    | Karen Carney        | 1º agosto 1987     | 104   | 23   | Birmingham City |
| 11 | C    | Jade Moore          | 22 ottobre 1990    | 17    | 1    | Birmingham City |
| 12 | D    | Lucy Bronze         | 28 ottobre 1991    | 17    | 2    | Manchester City |
| 13 | P    | Siobhan Chamberlain | 15 agosto 1983     | 33    | 0    | Arsenal         |
| 14 | D    | Alex Greenwood      | 7 settembre 1993   | 13    | 1    | Notts County    |
| 15 | D    | Casey Stoney        | 13 maggio 1982     | 119   | 6    | Arsenal         |
| 16 | C    | Katie Chapman       | 15 giugno 1982     | 86    | 8    | Chelsea         |
| 17 | C    | Josanne Potter      | 13 novembre 1984   | 19    | 2    | Birmingham City |
| 18 | A    | Toni Duggan         | 25 luglio 1991     | 26    | 14   | Manchester City |
| 19 | A    | Jodie Taylor        | 17 maggio 1986     | 8     | 4    | Portland Thorns |
| 20 | A    | Lianne Sanderson    | 3 febbraio 1988    | 47    | 15   | Arsenal         |
| 21 | P    | Carly Telford       | 7 luglio 1987      | 6     | 0    | Notts County    |
| 22 | A    | Fran Kirby          | 29 giugno 1993     | 9     | 2    | Reading         |
| 23 | A    | Ellen White         | 9 maggio 1989      | 51    | 17   | Notts County    |

### Messico
La rosa definitiva della squadra venne annunciata il 20 maggio 2015.
Selezionatore: Leonardo Cuéllar
| N. | Pos. | Giocatore          | Data nascita (età) | Pres. | Reti | Squadra               |
| -- | ---- | ------------------ | ------------------ | ----- | ---- | --------------------- |
| 1  | P    | Cecilia Santiago   | 19 ottobre 1994    | 39    | 0    | Svincolata            |
| 2  | D    | Kenti Robles       | 15 febbraio 1991   | 40    | 0    | Espanyol              |
| 3  | D    | Christina Murillo  | 28 gennaio 1993    | 22    | 0    | Univ. of Michigan     |
| 4  | D    | Alina Garciamendez | 16 aprile 1991     | 46    | 1    | Svincolata            |
| 5  | D    | Valeria Miranda    | 18 agosto 1992     | 12    | 0    | Pumas UNAM            |
| 6  | C    | Jennifer Ruiz      | 9 agosto 1983      | 31    | 4    | Svincolata            |
| 7  | C    | Nayeli Rangel (c)  | 28 febbraio 1992   | 67    | 6    | Svincolata            |
| 8  | C    | Teresa Noyola      | 15 aprile 1990     | 38    | 3    | Houston Dash          |
| 9  | A    | Charlyn Corral     | 11 settembre 1991  | 28    | 15   | Merilappi United      |
| 10 | C    | Stephany Mayor     | 23 settembre 1991  | 50    | 10   | UDLA Puebla           |
| 11 | A    | Mónica Ocampo      | 4 gennaio 1987     | 73    | 14   | Sky Blue              |
| 12 | P    | Pamela Tajonar     | 2 dicembre 1984    | 37    | 0    | Siviglia              |
| 13 | D    | Greta Espinoza     | 5 giugno 1995      | 11    | 0    | Arizona Strikers      |
| 14 | D    | Arianna Romero     | 29 luglio 1992     | 29    | 1    | Washington Spirit     |
| 15 | D    | Bianca Sierra      | 25 giugno 1992     | 30    | 0    | Boston Breakers       |
| 16 | C    | Mónica Alvarado    | 11 gennaio 1991    | 20    | 0    | Texas Christian Univ. |
| 17 | C    | Verónica Pérez     | 18 maggio 1988     | 73    | 8    | Washington Spirit     |
| 18 | C    | Amanda Perez       | 31 luglio 1994     | 4     | 0    | Univ. of Washington   |
| 19 | A    | Renae Cuéllar      | 24 giugno 1990     | 26    | 7    | Washington Spirit     |
| 20 | C    | Maria Sánchez      | 20 febbraio 1996   | 0     | 0    | Svincolata            |
| 21 | A    | Ariana Calderon    | 12 maggio 1990     | 6     | 1    | ÍBV Vestmannæyja      |
| 22 | C    | Fabiola Ibarra     | 2 febbraio 1994    | 3     | 0    | Club Tijuana          |
| 23 | P    | Emily Alvarado     | 9 giugno 1998      | 0     | 0    | Texas Rush            |